# NGC 5119
NGC 5119 је спирална галаксија у сазвежђу Девица која се налази на NGC листи објеката дубоког неба.
Деклинација објекта је - 12° 16' 34" а ректасцензија 13h 24m 0,3s. Привидна величина (магнитуда) објекта NGC 5119 износи 13,0 а фотографска магнитуда 13,9. NGC 5119 је још познат и под ознакама MCG -2-34-42, PGC 46826.